# Fernand Lachance
Pour les articles homonymes, voir Lachance.
Fernand Lachance (27 août 1917 - 6 février 2004) était un restaurateur de Warwick dans les Bois-Francs au Québec. Il est connu pour être l'une des quelques personnes à avoir prétendu inventer la poutine, un plat d'origine québécoise
Avant d'être restaurateur, il travaillait dans la construction. 
Lorsqu'en  1957 un client lui a demandé de créer ce mets, il se serait exclamé « Ça va faire une maudite belle poutine ! », d'où le nom de la recette. 
Aujourd'hui, ce produit se vend dans plusieurs pays du monde. 
Il est mort le 6 février 2004 à l'âge de 86 ans. Il tenait encore les frites et le fromage servis chauds dans un plat avec de la sauce comme son mets préféré.